# 유령사염
Tủkiye《유령사염》(幽靈四艶)은 중화민국의 소설가 와룡생의 무협 소설이다.
1976년 출판되었다.

## 작품특징
4명의 아름다운 유령들의 비밀을 파헤치는 내용이다.
주인공 악상은 고룡의 초류향과 정확히 동일한 역할이다. 
소설의 전개도 초류향전기와 매우 유사한데, 다만 주인공에 대한 묘사가 부족하여 매력이 떨어지고, 마무리가 약한 와룡생 작품의 단점이 고스란히 드러난다.

## 줄거리
양주에는 4명의 선녀들을 모시는 선녀묘가 있다.
선녀들에게 제를 올리고 돈을 기부하는 등 특별한 점이 없어 보이는 선녀묘이지만, 어느 날 대부호 서백만의 아들이 하인과 함께 들렀다가 선녀상과 똑같이 생긴 유령을 따라간 후 정신을 잃게 되는데, 원인을 모른 채 정신을 차리지 못하고 며칠 동안 깨어나지 못한다.
마침 풍진삼협 중의 둘째 이삼기에 의해 병이 낫지만, 선녀묘가 서백만의 돈을 노리고 저지른 일임을 알게 된다. 이삼기는 발을 빼지 못하고, 홀로 강호를 주유하던 무영검 악상과 함께 이 일을 해결하기로 한다.
악상은 선녀묘에 거짓으로 투신하고 주지 청련자와 구음귀모를 회유하는데 성공하지만, 4명의 유령여살수들의 무공이 워낙 뛰어나기에 이들을 제압하는 것이 중요함을 알게 된다.
선녀문주는 천축 기서를 바탕으로 사람의 신체적 능력을 최대한으로 끌어내는 방법으로 수많은 여자아이들을 훈련시켜 최종적으로 4명의 유령살수, 사대귀녀를 만들어냈는데, 악상은 목숨을 걸고 접근하여 이들이 차츰 제정신을 찾는 중임을 알고 친해지려 노력한다.
선녀문은 강호인들을 초청해 공개적으로 선녀문이 강호를 통치할 것을 선포하고, 모임은 유령살수들에 의해 피바다가 된다. 악상은 구음귀모로부터 유령살수들이 물을 두려워함을 듣고 유령살수들을 데리고 배를 타고 사라진다.
선녀문이 정리된 후 청련자는 악상을 찾아 떠난다

## 등장인물
무영검(無影劍) 악상(嶽湘) : 이삼기에 의해 사건에 발을 들이게 되고, 선녀묘에 거짓 투신하여 청련자를 회유하고 유령사염을 데리고 사라진다.
청련자(青蓮子) : 선녀묘의 주지. 허울뿐인 선녀문주인 상태에서 악상에 의해 현실을 파악하게 되고 선녀문에 반기를 든다.
풍진삼협(風塵三俠) : 풍운도(風雲刀) 철대붕(鐵大鵬), 생사낭중(生死郎中) 이삼협(李三俠), 팔비금강(八臂金剛) 임천호(任天豪)
상목도장(桑木道長) : 무당파의 명숙. 선녀문에 대항하기 위해 비밀리에 만들어진 오룡회(五龍會)의 일원. 선녀묘에 대해서 조사하기 위해 거짓 투신중이다.
황진산(黃鎮山) : 소림의 대협으로 상목도장과 함께 선녀묘에 투신했다.
오룡회(五龍會) : 상목도장, 유태극(劉太極), 도월사태(渡月師太), 천졸대사(千拙大師), 한봉루(韓鳳樓)
구음귀모(九陰鬼母) : 구음문(九陰門)은 원래 사술로 사람을 부리는 것에 능했는데, 선녀문의 유령살수에 대해 큰 관심을 가지게 되어 선녀문에 투신해 유령살수들을 관리한다.